# Austria's Next Topmodel
Austria's Next Topmodel là một chương trình truyền hình thực tế ở Áo dựa trên America's Next Top Model của Tyra Banks mà thể hiện của các thí sinh khao khát cạnh tranh với nhau trong một loạt các cuộc thi để xác định ai sẽ giành được danh hiệu Austria's Next Topmodel, trong số những giải thưởng khác với hy vọng thành công trong sự nghiệp người mẫu. Vòng casting cho mùa thứ 8 được khai mạc vào ngày 24 tháng 4 năm 2017.

## Lịch sử
Trong bốn mùa đầu tiên, chương trình đã được host bởi Lena Gercke, người chiến thắng trong cuộc thi Germany's Next Topmodel, Mùa thi 1. Gercke là Top Model đầu tiên trở thành host của một Top Model khác. Ban giám khảo cho mùa đầu tiên của chương trình bao gồm người đứng đầu quản lí người mẫu Wiener Models của Vienna, Andrea Weidler và huấn luyện viên trình diễn thời trang Alamande Belfor. Nó được phát sóng từ tháng 1 đến tháng 2 năm 2009 và Larissa Marolt đã là người chiến thắng. Là một phần của giải thưởng của cô dành cho chiến thắng trong cuộc thi, Marolt đã giành vị trí trong Germany's Next Topmodel, Mùa thi 4, nơi cô bị loại ở vị trí thứ 8.
Vào giữa năm 2009, Puls4 phát sóng chương trình, Die Model WG, có sáu thí sinh từ mùa một, Kordula Stöckl là người chiến thắng chương trình.
Mùa thứ hai phát sóng từ tháng 11 năm 2009 đến tháng 2 năm 2010. Khẩu hiệu bắt đầu là "Nhiều cô gái, nhiều chuyến bay, quyến rũ hơn". Cựu người mẫu và nhiếp ảnh gia Andreas Ortner tham gia ban giám khảo, thay thế Alamande Belfor. Chuyên gia về sắc đẹp Sabine Landl trước đây là nhà tạo mẫu của thí sinh trong mùa 1 cũng tham gia hội đồng. Người chiến thắng trong mùa này là Aylin Kösetürk.
Mùa thứ ba được trình chiếu vào tháng 1 năm 2011 và giới thiệu các giám khảo mới; Nhà thiết kế Atil Kutoglu và HLV trình diễn thời trang Elvyra Geyer và Gercke vẫn là host. Mùa này có sự thay đổi đáng kể trong dàn thí sinh. Ngoài ra, có một điểm đến quốc tế trong mỗi tập phim, tuy nhiên chỉ có những thí sinh vượt qua vòng casting mới được phép đi đến.
Gercke đã không trở lại làm host sau mùa thứ năm để tập trung vào sự nghiệp người mẫu của riêng mình. Siêu mẫu Áo Melanie Scheriau sẽ là host cho mùa mới bắt đầu phát sóng vào tháng 1 năm 2013. Mùa thứ sáu cũng sẽ bao gồm các thí sinh nam lần đầu tiên và sẽ được phát sóng vào cuối năm 2014.
Thí sinh nam đã được giới thiệu với cuộc thi trong Austria's Next Topmodel, Mùa 6. Thêm vào đó, hệ thống phương tiện truyền thông xã hội được sử dụng trong America's Next Top Model cũng đã được triển khai thực hiện. Trái ngược với Mỹ, phiếu bầu phải bỏ phiếu thông qua Facebook. Hơn nữa, không có thang điểm. Mỗi tài khoản Facebook được phân bố 3 phiếu, có thể được sử dụng cho bất kỳ sự kết hợp của thí sinh. Các thí sinh có số phiếu bầu cao nhất được miễn trừ, trong khi thí sinh với số phiếu bầu thấp nhất sẽ được tự động đề cử để loại bỏ cùng với ba thí sinh khác được ban giám khảo lựa chọn.
ProSiebenSat.1 Media đã thông báo rằng mùa giải sắp tới sẽ có mặt trên ATV Austria do đó chuyển từ Puls 4.

## Ban giám khảo
| Ban giám khảo       | Mùa                  | Mùa                  | Mùa                  | Mùa                  | Mùa                  | Mùa                  | Mùa                  | Mùa                  | Mùa                  |
| Ban giám khảo       | 1 (2009)             | 2 (2009-2010)        | 3 (2011)             | 4 (2012)             | 5 (2013)             | 6 (2014)             | 7 (2015-2016)        | 8 (2017)             | 9 (2019)             |
| ------------------- | -------------------- | -------------------- | -------------------- | -------------------- | -------------------- | -------------------- | -------------------- | -------------------- | -------------------- |
| Lena Gercke         | Host/Giám khảo chính | Host/Giám khảo chính | Host/Giám khảo chính | Host/Giám khảo chính |                      |                      |                      |                      |                      |
| Andrea Weidler      | Giám khảo            | Giám khảo            |                      | Giám khảo khách mời  |                      |                      |                      |                      |                      |
| Alamande Belfor     | Giám khảo            |                      |                      |                      |                      |                      |                      |                      |                      |
| Andreas Ortner      |                      | Giám khảo            |                      | Giám khảo khách mời  |                      |                      |                      |                      |                      |
| Sabine Landl        | Giám khảo khách mời  | Giám khảo            |                      |                      |                      |                      |                      |                      |                      |
| Atil Kutoglu        | Giám khảo khách mời  |                      | Giám khảo            | Giám khảo            |                      |                      |                      |                      |                      |
| Elvyra Greyer       |                      | Giám khảo khách mời  | Giám khảo            | Giám khảo            |                      |                      |                      |                      |                      |
| Melanie Scheriau    |                      |                      |                      |                      | Host/Giám khảo chính | Host/Giám khảo chính | Host/Giám khảo chính |                      |                      |
| Carmen Kreuzer      |                      |                      |                      | Giám khảo khách mời  | Giám khảo            |                      |                      |                      |                      |
| Rolf Scheider       |                      |                      |                      |                      | Giám khảo            |                      |                      |                      |                      |
| Papis Loveday       |                      |                      |                      |                      |                      | Giám khảo            | Giám khảo            |                      |                      |
| Michael Urban       |                      |                      |                      |                      |                      | Giám khảo            | Giám khảo            |                      |                      |
| Eveline Hall        |                      |                      |                      |                      |                      |                      |                      | Host/Giám khảo chính |                      |
| Marina Hoermanseder |                      |                      |                      |                      |                      |                      |                      | Giám khảo            |                      |
| Daniel Bamdad       |                      |                      |                      |                      |                      |                      |                      | Giám khảo            |                      |
| Franziska Knuppe    |                      |                      |                      |                      |                      |                      |                      |                      | Host/Giám khảo chính |
| Sascha Lilic        |                      |                      |                      |                      |                      |                      |                      |                      | Giám khảo            |

## Các mùa
| Mùa | Phát sóng            | Quán quân        | Á quân                              | Các thí sinh theo thứ tự bị loại | Tổng số thí sinh | Điểm đến quốc tế                                      |
| --- | -------------------- | ---------------- | ----------------------------------- | --- | ---------------- | ----------------------------------------------------- |
| 1   | 8 tháng 1 năm 2009   | Larissa Marolt   | Victoria Hooper                     | Piroschka Khyo, Birgit Königstorfer, Kordula Stöckl & Christiane Pliem, Julia Mähder, Kim Sade-Tiroch, Constanzia Delort-Laval, Tamara Puljarevic | 10               | Milan                                                 |
| 2   | 25 tháng 11 năm 2009 | Aylin Kösetürk   | Sarah Unterberger                   | Julia Huber, Lisa Schottak (dừng cuộc thi), Angelika Czapka, Manuela Frey & Vanessa Hooper, Iris Shala, Anna Steinwendner, Jennifer Kogler, Lina Köberl, Johanna Gruber, Nina Kollmann | 13               | Istanbul Athens Luân Đôn Paris Cape Town Johannesburg |
| 3   | 6 tháng 1 năm 2011   | Lydia Obute      | Katharina Theuermann                | Lisa Berghold (dừng cuộc thi), Victoria Vogeler, Sarah Preiml, Magalie Berghahn (tước quyền thi đấu), Nadine Oberteiler, Linda Linorter, Vanessa Lotz & Valerie Heidenreich, Nicole Gerzabek, Julia Trummer, Darija Gavric, Romana Gruber | 14               | New York                                              |
| 4   | 12 tháng 1 năm 2012  | Antonia Hausmair | Gina Adamu                          | Isabelle Raisa & Alina Chlebecek, Sabrina Rauch & Katharina Mihalovic, Nataša Maric, Michaela Schopf (dừng cuộc thi), Christine Riener, Madalina Andreica, Yemisi Rieger, Izabela Pop Kostic, Nadine Trinker & Bianca Ebelsberger, Lana Baltic, Melisa Popanicic                                                                                | 16               | Tel Aviv Berlin New York                              |
| 5   | 3 tháng 1 năm 2013   | Greta Uszkai     | Katrin Krinner                      | Charlotte Rothpletz, Nadja Sejranic, Tatjana Catic (bỏ cuộc), Sabrina Kastner, Iris Mann, Sina Lisa Petru, Sabrina-Nathalie Reitz, Luca Stemer, Vanessa Rolke, Isabelle Postl & Charlotte Aichhorn, Stefanie Wedam, Aleksandra Stankovic | 15               | Hurghada                                              |
| 6   | 11 tháng 9 năm 2014  | Oliver Stummvoll | Sanela Velagic                      | Stella Challiot, Anna-Maria Jurisic, Sylvia Mankowska, Michi Molterer, Mario Novak, Michelle Hübner & René Neßler, Miro Slavov & Carina Kriechhammer, Sonja Plöchl (dừng cuộc thi), Kajetan Gerharter, Chris Romieri, Damir Jovanovic & Lydia Zoglmeier, Manuel Stummvoll, Manuela Kral                                                         | 18               | Paphos Milan Zürich Berlin Hong Kong                  |
| 7   | 15 tháng 9 năm 2015  | Fabian Herzgsell | Angelina Stolz                      | Johannes Spilka, Felix Schiller, Lukas Krammer (dừng cuộc thi), Jelena Vujcic, Alexandra Kröpfl, Benedikt Cekolj, Adrian Oshioke, Bianca Konarzewski, Junel Anderson, Nicole Fried, Katja Peterka, Patrick Treffer, Maximiliano Mantovani (dừng cuộc thi), Bernhard Stich, Melisa Sretkovic, Tassilo Herberstein, Gloria Burtscher, Mia Sabathy | 20               | Marrakesh Milan Berlin Madrid Hong Kong Monte Carlo   |
| 8   | 2 tháng 11 năm 2017  | Isak Omorodion   | Peter Mairhofer Simone Sevignani    | Theresa Steinkellner (dừng cuộc thi), Christian Benesch, Jules Baumgartner, Doina Barbaneagra, Edvin Franijc, Daniela Lejla, Lukas Schlinger & Julia Forstner, Maximilian Gombocz & Sanda Gutic, Allegra Bell | 14               | Helsinki Stockholm                                    |
| 9   | 10 tháng 9 năm 2019  | Taibeh Ahmadi    | Julia Neumeister Rosa Oesterreicher | Tamara Strasser (dừng cuộc thi), Sophie Danzinger, Julie Chavanne, Verena Katrien (dừng cuộc thi), Josi Jochmann, Lisa Schranz, Valentina Kandlhofer, Baraa Bolat | 11               | Monte Carlo                                           |

## Vụ việc tranh cãi

### Tiêu đề
Trước khi chương trình bắt đầu, đã gây ra tranh cãi vì một cuộc thi người mẫu khác được gọi là "Next Topmodel", được thành lập vào năm 2007. Dominik Wachta, Người sáng lập ra cái mà có thể mô tả như một sự pha trộn giữa các thí sinh và một cuộc thi sắc đẹp, buộc tội kênh truyền hình Puls 4 vì đã ăn cắp ý tưởng của mình. Các bước tiếp theo để thay đổi tên của chương trình đã không thành công như nó đã được cấp phép bởi CBS như là phiên bản truyền hình được tạo bởi Tyra Banks.

### Vụ tước quyền thi đấu
Trong mùa ba, thí sinh Magalie Berghahn đã bị loại khỏi chương trình do những ý kiến phân biệt chủng tộc trong một cuộc điện thoại với bạn trai. Cô đã đề cập đến đối thủ cạnh tranh Lydia Obute là "neger oide" (nghĩa đen là "người phụ nữ da đen") và Vanessa Lotz là "Deitsche" (tiếng lóng của "người phụ nữ người Đức"). Cả Obute và Lotz đã thắng thử thách casting trong tập đó. Cuộc hội thoại được thu băng và phát sóng đầy đủ trong suốt chương trình. Cô đã phải đối mặt với người dẫn chương trình Lena Gercke bằng tài liệu video trước hai cô gái kia. Gercke sau đó nói với cô rằng cô đã bị tước quyền thi đấu khỏi chương trình vì cuộc thi không có chỗ cho ý tưởng phân biệt chủng tộc và suy nghĩ. Puls 4 sau đó đã bị buộc tội vì mục đích quảng cáo từ những nhận xét của Berghahns đã đưa ra trong bản xem trước cho tập đó và không bị kiểm duyệt khi tập đó được phát sóng. Berghahn đã không được mời tham dự buổi trình diễn cuối cùng trong đêm chung kết. Sau đó cô ấy nói rằng vụ việc trên đã hủy hoại cuộc đời của cô.

### Cái chết của Sabrina Rauch
Vào tháng 1 năm 2012, Sabrina Rauch, 21 tuổi là thí sinh của mùa 4 đã chết trong một tai nạn xe hơi sau khi lái xe khỏi tầm kiểm soát khi trở về nhà từ một bữa tiệc. Chiếc xe của cô đã va chạm với một cột bê tông và Rauch chết ngay tại chỗ của vụ tai nạn. Người bạn đồng hành của cô, một người bạn nam 26 tuổi đã sống sót sau tai nạn. Chỉ ba ngày trước khi chương trình tập trung vào việc loại bỏ Rauch đã được phát sóng, một bức ảnh khỏa thân mà cô đã chụp trước khi tham gia chương trình đã bị lộ. Cô đã phải đối mặt với các giám khảo vì đã chụp ảnh, và họ nói rằng "quá thấp so với một người mẫu" trong khi các thí sinh khác đã chứng kiến hiện trường. Một người bạn của Rauch chỉ trích chương trình chỉnh sửa cảnh đó. Vào đầu tập tiếp theo của chương trình, đài phát thanh đã bày tỏ lời chia buồn tới người thân và bạn bè của Rauch trên màn hình im lặng.